# De la Terre à la Lune (mini-série)
Pour les articles homonymes, voir De la Terre à la Lune (homonymie).
De la Terre à la Lune ou Destination : Lune au Québec (From the Earth to the Moon) est une mini-série américaine en douze épisodes de 50 minutes, créée d'après le livre d'Andrew Chaikin, A Man on the Moon, et diffusée entre le 5 avril et le 10 mai 1998 sur HBO.
En France, cette mini-série a été diffusée entre le 29 juin et le 7 septembre 1999 sur Canal+, et au Québec à partir du 13 mai 2001 sur Ztélé.

## Synopsis
De la Terre à la Lune retrace les événements marquants du programme spatial Apollo pendant les années 1960 et le début des années 1970.

## Distribution
Sauf indication contraire, les informations mentionnées dans cette section peuvent être confirmées par la base de données cinématographiques IMDb,  présente dans la section « Liens externes ».

### Personnages principaux
- Tom Hanks (VF : Jean-Philippe Puymartin ; VQ : Bernard Fortin) : le narrateur, lui-même, Jean-Luc Despont
- Lane Smith (VQ : Vincent Davy) : Emmet Seaborn
- Daniel Hugh Kelly (VF : Olivier Destrez ; VQ : Sylvain Hétu) : Gene Cernan
- Brett Cullen (VF : Jean-François Vlérick) : David Scott
- Rita Wilson (VF : Isabelle Ganz) : Susan Borman
- Mark Rolston (VF : Gabriel Le Doze) : Gus Grissom
- Dan Butler : Gene Kranz
- Dan Lauria (VF : Benoît Allemane) : James Webb
- Fredric Lehne (VF : Christian Visine) : Walt Cunningham

### Astronautes et autres personnages
- Mark Harmon Commandant Walter Schirra Jr.
- Nick Searcy (VQ : Benoit Rousseau) : Deke Slayton (10 épisodes)
- David Andrews (VF : Jean-Claude Donda ; VQ : Mario Desmarais) : Frank Borman (5 épisodes)
- Stephen Root (VQ : Louis-Georges Girard) : Chris Kraft (5 épisodes)
- Tim Daly (VF : Denis Laustriat (1re voix) puis Éric Etcheverry (2e voix) ; VQ : Luis De Cespedes) : Jim Lovell (4 épisodes)
- Conor O'Farrell (VF : Patrick Mancini ; VQ : Jacques Lavallée) : James McDivitt (4 épisodes)
- David Clyde Carr (VQ : Yvon Thiboutot) : Gerry Griffin (4 épisodes)
- Steve Hofvendahl (VQ : René Gagnon) : Thomas Stafford (4 épisodes)
- Cary Elwes : Michael Collins (3 épisodes)
- Chris Isaak (VF : Lionel Henry) : Ed White (3 épisodes)
- John Posey (VF : David Krüger) : John Young (3 épisodes)
- Robert John Burke : Bill Anders (2 épisodes)
- Bryan Cranston (VF : Daniel Beretta) : Edwin Aldrin (2 épisodes)
- Tony Goldwyn (VF : Thierry Mercier) : Neil Armstrong (2 épisodes)
- Ted Levine (VF : Jean-Pierre Moulin (1re voix) puis ? (2e voix)) : Alan Shepard (2 épisodes)
- John Carroll Lynch (VF : Serge Blumenthal) : Bob Gilruth (2 épisodes)
- Sam Anderson : Thomas Paine (2 épisodes)
- Norbert Weisser : Werner Von Braun (2 épisodes)
- Adam Baldwin : Fred Haise (1 épisode)
- Gary Cole (VF : Christian Visine) : Ed Mitchell (1 épisode)
- Dylan Baker (VF : Olivier Jankovic) : Bruce McCoy (1 épisode)
- Matt Craven (VF : Jean-Luc Kayser) : Tom Kelly (1 épisode)
- Željko Ivanek : Ken Mattingly (1 épisode)
- Kevin Pollak (VF : Jacques Bouanich) : Joseph Shea (1 épisode)
- John Slattery (VF : Pierre-François Pistorio) : Walter Mondale (1 épisode)
- Jay Mohr (VF : Emmanuel Karsen) : Brett Hutchins (1 épisode)
- Paul McCrane (VF : Jacques Bouanich) : Pete Conrad (1 épisode)
- Keith Graham (VF : Damien Boisseau) : Skip Chauvin (1 épisode)
- Max Wright (VF : Roger Carel) : Günter Wendt (1 épisode)
- John M. Jackson (VF : Benoît Allemane) : Hal Deacon (1 épisode)
- Peter Scolari (VF : Olivier Jankovic) : Pete Conrad (1 épisode)
- Steve Zahn (VF : Lionel Melet) : Elliot See (1 épisode)
- Ann Magnuson : Dee O'Hara (1 épisode)

Source et légende : Version française (VF) sur Doublagissimo et selon le carton du doublage français du DVD zone 2.
 Source et légende : version québécoise (VQ) sur Doublage.qc.ca

## Épisodes
1. Pouvons-nous réussir ? (Can We Do This?)
2. Apollo 1 (Apollo 1)
3. On a dégagé la tour (We Have Cleared the Tower)
4. 1968, le chaos et la lumière (1968)
5. Spider (Spider)
6. Mare tranquilitatis (Mare tranquilitatis)
7. L'union fait la force (That’s All There Is)
8. Nous interrompons ce programme (We Interrupt This Program)
9. À perte de vue (For Miles and Miles)
10. Galilée avait raison (Galileo Was Right)
11. Le Club des femmes (The Original Wives Club)
12. Le Voyage dans la Lune (Le Voyage Dans La Lune)

## Distinctions
Sauf indication contraire, les informations mentionnées dans cette section peuvent être confirmées par la base de données cinématographiques IMDb,  présente dans la section « Liens externes ».
- Primetime Emmy Awards 1998 :
  - Meilleure minisérie
  - Meilleur casting pour une mini-série
  - Meilleures coiffures
- Golden Globes 1999 : meilleure mini-série

## Commentaires
Cette mini-série est produite par Ron Howard, Brian Grazer, Tom Hanks et Michael Bostick.
Hanks, Howard et Grazer viennent de produire le film Apollo 13 quand ils s'attaquent à De la Terre à la Lune. Ils choisissent de ne reprendre aucune scène du film mais de relater la mission Apollo 13 du point de vue de la presse.
Le titre de la série (en version originale comme en version française) est bien sûr une référence au roman de même titre de Jules Verne.